# Journal of Soil and Water Conservation
El Journal of Soil and Water Conservation (siglas en inglés JSWC, en castellano Revista de Conservación del Suelo y el Agua) es una revista bimestral revisada por pares sobre ciencia, práctica y política de la conservación. La revista es publicada desde 1946 por la Soil Conservation Society of America. En cada número de la revista, algunos artículos son de acceso abierto.

## Alcance
Los artículos publicados en Journal of Soil and Water Conservation cubren temas relacionados con la agronomía, biología, geología y ciencas de la Tierra.

## Indexación
La revista está indexada en Science Citation Index Expanded (SCIE), Scopus, Environment Index, CAB Abstracts, Dialnet,  Academic Search Premier y Agricultural & Environmental Science Database.